# Ferenc Uhereczky
Ferenc Uhereczky (* 20. Januar 1898 in Léva, Königreich Ungarn; † 1. April 1967 in Bristol) war ein ungarischer Radrennfahrer und nationaler Meister im Radsport.

## Sportliche Laufbahn
Uhereczky war Bahnradsportler und Teilnehmer der Olympischen Sommerspiele 1924 in Paris. Im Tandemrennen kam er mit János Grimm als Partner auf den 4. Rang. Im Sprint schied er im Vorlauf aus.
Er begann 1914 im Verein Kitartás Kerékpár Kör mit dem Radsport und wechselte später zu dem Verein Világosság Kerékpár Kör. Uhereczky gewann zwischen 1918 und 1920 sowie zwischen 1922 und 1924 sechsmal ungarische Meistertitel in verschiedenen Disziplinen des Bahnradsports. 1923 war er der erste ungarische Teilnehmer an den Bahnradsport-Weltmeisterschaften.

## Berufliches
Nach Beendigung seiner Karriere arbeitete Uhereczky als Funktionär im ungarischen Radsportverband. Er war Direktor der Millenaris Radrennbahn in Budapest.